# Blok p
Blok p – grupa pierwiastków chemicznych w układzie okresowym, których wspólną cechą jest występowanie przynajmniej jednego elektronu walencyjnego na podpowłoce p i niewystępowanie elektronów walencyjnych na podpowłokach d i f.
Do bloku tego należą pierwiastki od 13 do 18 grupy układu okresowego bez helu, należącego do bloku s. Wszystkie niemetale oprócz wodoru i helu należą do bloku p.
| Grupa → | 13 IIIA | 14 IVA | 15 VA  | 16 VIA | 17 VIIA | 18 VIIIA |
| ↓ Okres |         |        |        |        |         |          |
| ------- | ------- | ------ | ------ | ------ | ------- | -------- |
| 2       | 5 B     | 6 C    | 7 N    | 8 O    | 9 F     | 10 Ne    |
| 3       | 13 Al   | 14 Si  | 15 P   | 16 S   | 17 Cl   | 18 Ar    |
| 4       | 31 Ga   | 32 Ge  | 33 As  | 34 Se  | 35 Br   | 36 Kr    |
| 5       | 49 In   | 50 Sn  | 51 Sb  | 52 Te  | 53 I    | 54 Xe    |
| 6       | 81 Tl   | 82 Pb  | 83 Bi  | 84 Po  | 85 At   | 86 Rn    |
| 7       | 113 Nh  | 114 Fl | 115 Mc | 116 Lv | 117 Ts  | 118 Og   |

Przykłady:
- zapis „klatkowy” konfiguracji elektronowej węgla:

- zapis „klatkowy” konfiguracji elektronowej neonu: